# Arkad Tchoubanov
Arkad Tchoubanov (1840-1894) est un lama bouddhiste d'origine kalmouke, né dans l'aimak (tribu) d'Ike Burul, dans le district de Salsk, en 1840.
Le lama Tchoubanov est né en 1840 dans la sotnia de Namrovskaia, dans l'aimak d'Ike Burul. Il était le deuxième fils de Tchoubanov Manjikov. Son oncle, Roman Manjikov, était le baksha (moine) du khurul (assemblée) de son aimak natal. Suivant l'exemple de son oncle, Arkad Tchoubanov devint mandji (moine novice) à l'âge de 9 ans, servant jusqu'à l'âge de 13 ans en 1853. Il poursuivit ensuite son étude du bouddhisme sous la direction du lama Djimba Gandjinov, puis dans la principale ville  de la province, sous la direction du lama Sandji Yavanov et du lama Ochir.
En 1872, âgé de 32 ans, après avoir terminé ses études, Arkad Tchoubanov rentra chez lui pour devenir moine dans sa khurul natale. Il occupa ce poste jusqu'en 1873 et fut élu pour succéder à Koti Badjuginov au poste de lama des Kalmouks du Don. Il devint le chef spirituel de la communauté kalmouke du district de Salsk, dans l'oblast de l'armée du Don.
Une fois devenu lama des Kalmouks du Don, Arkad Tchoubanov promut l'éducation parmi les jeunes Buzavas (Kalmouks du Don). À Namrovskaïa, sa ville natale, par exemple, Arkad Tchoubanov créa une école paroissiale, la première école officielle pour les jeunes Buzavas dans le district de Salsk et peut-être la première école pour les garçons kalmouks en général. Arkad Tchoubanov a également compilé et publié le calendrier lunaire kalmouk.
Arkad Tchoubanov mourut en 1894 après avoir été pendant 21 ans lama des Kalmouks du Don. Il fut remplacé par le lama Djimba Mikulinov, de la baksha (assemblée) du Khurul dans l'aimak d'Ike Burul.